# Mont Idoukal-n-Taghès
Mont Idoukal-n-Taghès, ook bekend als Mont Bagzane, is een berg in Tabelot, Niger.
De Mont Idoukal-n-Taghès is onderdeel van het bergmassief Aïr. De berg geldt als hoogste punt van Niger.

## Trivia
Ter ere van het hoogste punt in Niger heeft de luchtmacht van Niger een vliegtuig met de naam Mont Bagzane.